# アルフォンス・ムゾーン
アルフォンス・ムゾーン（Alphonse Mouzon、1948年11月21日 - 2016年12月25日）は、アメリカのフュージョン・ドラマーであり、主にムゾーンのレコーディング作品をリリースしたレーベル「テネイシャス・レコード (Tenacious Records)」のオーナーを務めた。彼は作曲家、編曲家、音楽プロデューサー、そして俳優であった。1960年代後半から1970年代初頭に人気を博した。

## 生い立ち
アフリカ、フランス、ブラックフット族の子孫であるムゾーンは、1948年11月21日にサウスカロライナ州チャールストンで生まれた。ボンズ・ウィルソン高校で最初の音楽トレーニングを受け、卒業と同時にニューヨークに移った。ニューヨーク市立大学シティカレッジで演劇と音楽を学び、マンハッタン医科大学で医学を学んだ。彼はジャズ・ピアニストのビリー・テイラーのドラマーであるボビー・トーマスからドラム・レッスンを受け続けた。1968年のブロードウェイ公演『プロミセス・プロミセス』でパーカッションを演奏し、その後はピアニストのマッコイ・タイナーと共演した。彼はフュージョン・バンドのウェザー・リポートのメンバーとして1年を過ごす。その後、ムゾーンは1972年にブルーノート・レーベルとソロ・アーティストとして契約した。

## キャリア
1973年から1975年にかけてギタリストのラリー・コリエル率いるザ・イレヴンス・ハウスというフュージョン・バンドに在籍している間に、ムゾーンの認知度は高まった。この期間のアルバムには、『ラリー・コリエル & ザ・イレヴンス・ハウス』、『Level One』、『マインド・トランスプラント』（ソロ・アルバム）、1977年のコリエルとの再会録音である『未来への再会』 がある。
ムゾーンは、1974年にビリー・コブハムのアルバム『スペクトラム』で演奏したギタリストのトミー・ボーリンと一緒に『マインド・トランスプラント』を録音した。
彼は4枚のR&Bアルバムを録音した。『ジ・エッセンス・オブ・ミステリー』（ブルーノート、1972年）、『ファンキー・スネイクフット』（ブルーノート、1973年）、『ザ・マン・インコグニート』（ブルーノート、1976年）（「Take Your Troubles Away」を収録）、そして1980年代にハービー・ハンコック、リー・リトナー、シーウィンド・ホーンズ、フレディ・ハバードをフィーチャーした『バイ・オール・ミーンズ』である。
ムゾーンは数多くの著名なフュージョン・ミュージシャンたちと共演してきた。1991年には、マイルス・デイヴィスと一緒に映画のサウンドトラック・アルバム『ディンゴ』で演奏した。ムゾーンはジャズ・クラブのシーンでかかる曲「The Blue Spot」を作曲し、1996年にトム・ハンクス監督による映画『すべてをあなたに』に俳優兼ドラマーとして出演している。アルフォンス・ムゾーンは2003年にヒューストンで開催された映画祭に参加した映画『The Highlife』にマイルス役で出演。また、映画『ホワイト・プリンセス』でマイケル・キートンやケイティ・ホームズと共演、映画『The Dukes』ではレイ役で、ロバート・デヴィ、チャズ・パルミンテリ、ピーター・ボグダノヴィッチと共演する姿を観ることができる。
ムゾーンは、スティーヴィー・ワンダー、エリック・クラプトン、ジェフ・ベック、カルロス・サンタナ、パトリック・モラーツ、ベティ・デイヴィス、チャビー・チェッカーと共演した。レッド・ツェッペリンのリードシンガーであるロバート・プラントは、1995年のロックの殿堂入りのスピーチで、アルフォンス・ムゾーンをアメリカ音楽からバンドが受けた影響の1つとして挙げた。
1992年、ムゾーンは「テネイシャス・レコード (Tenacious Records)」を設立し、アルバム『The Survivor』をリリースした。以前のアルバムの再発を含む、テネイシャス・レコードの後続のリリースには、『On Top of the World』『Early Spring』『バイ・オール・ミーンズ』『Love Fantasy』『Back to Jazz』『As You Wish』『The Night is Still Young』『The Sky is the Limit』『Distant Lover』『モーニング・サン』『Absolute Greatest Love Songs and Ballads』がある。
1981年のアルバム『モーニング・サン』は、東南アジア、特にフィリピンで最も成功したアルバムとなった。アルバムのほとんどの曲、特にタイトル曲は、その間にさまざまなFMおよびAMラジオ局で広く再生され、フィリピンの広告、コマーシャル、社交イベント、ラジオのニュース番組などで現在もよく使用されている。
ムゾーンは、アルベルト・マンゲルスドルフ（トロンボーン）とジャコ・パストリアス（ベース）とのレコーディングにおいて「トライローグ」という名前で演奏した。もともと1976年に録音され、2005年に再リリースされたこのライブ公演は、1976年11月6日のベルリン・ジャズ・デイズで行われた。
2014年、ムゾーンはプロデューサーのジェリー・ギャラガーから招かれ、ラテン・ロックの伝説的人物であるエル・チカーノ、デヴィッド・ペイチ、ブライアン・オーガー、アレックス・リガートウッド、レイ・パーカー・ジュニア、レニー・カストロ、ヴィッキー・カー、ピート・エスコヴェード、ピーター・マイケル・エスコヴェード、ジェシー・J、マルコス・J・レイエス、サイーダ・ギャレット、ウォルフレド・レイエス・ジュニア、サルバドール・サンタナ、スペンサー・デイヴィスとレコーディングし、2019年にリリース予定のギャラガーの最新スタジオ・アルバムの一部である2曲「Make Love」「The Viper」にてドラムでフィーチャーされている。

### 健康問題と死
2016年9月7日、ムゾーンはまれな形態の癌である神経内分泌腫瘍と診断された。彼の息子、ジャン・ピエール・ムゾーンは、2016年12月25日、カリフォルニア州ロサンゼルスのグラナダ・ヒルズにある自宅にて、父親が68歳で心停止により亡くなったと報告した。

## 受賞歴
- 『Marquis Who's Who』第2版のエンターテインメントの項、および『Who's Who in the World』に掲載
- 1995年、『Jazziz』誌の年次読者投票にて第2位のマルチインストゥルメンタリストに選ばれた

## ディスコグラフィ

### リーダー・アルバム
- 『ジ・エッセンス・オブ・ミステリー』 - The Essence of Mystery (1973年、Blue Note)
- 『ファンキー・スネイクフット』 - Funky Snakefoot (1974年、Blue Note)
- 『マインド・トランスプラント』 - Mind Transplant (1975年、Blue Note)
- 『ザ・マン・インコグニート』 - The Man Incognito (1976年、Blue Note)
- 『トライローグ』 - Live At The Berlin Jazz Days (1977年、MPS) ※with アルベルト・マンゲルスドルフ、ジャコ・パストリアス
- 『美徳』 - Virtue (1977年、MPS) ※旧邦題『ヴァーチュ』
- 『イン・サーチ・オブ・ア・ドリーム』 - In Search of a Dream (1978年、MPS)
- Baby Come Back (1979年、Metronome) ※Mouzon's Electric Band名義
- 『モーニング・サン』 - Morning Sun (1981年、Pausa)
- 『バイ・オール・ミーンズ』 - By All Means (1981年、Pausa)
- Distant Lover (1982年、Highrise)
- The Sky Is the Limit (1985年、Pausa)
- The Eleventh House (1985年、Pausa) ※with ラリー・コリエル
- Back to Jazz (1986年、L+R)
- Love, Fantasy (1987年、Optimism)
- Early Spring (1988年、Optimism)
- As You Wish (1989年、Jazzline) ※with Final Notice
- Now (1991年、Inak) ※with Infinity
- Nevertheless (1992年、In+Out) ※with Just Friends
- The Survivor (1992年、Tenacious)
- On Top of the World (1994年、Tenacious)
- The Night Is Still Young (1996年、Tenacious)
- Fusion Jam (1999年) ※with トミー・ボーリン
- Live in Hollywood (2001年、Tenacious)
- Jazz in Bel-Air (2008年、Tenacious)
- Angel Face (2011年、Tenacious)

### 参加アルバム
ラリー・コリエル
- 『ラリー・コリエル & ザ・イレヴンス・ハウス』 - Introducing The Eleventh House with Larry Coryell (1974年、Vanguard) ※ザ・イレヴンス・ハウス名義
- Level One (1975年、Arista) ※ザ・イレヴンス・ハウス名義
- 『プラネット・エンド』 - Planet End (1975年、Vanguard)
- 『未来への再会』 - Back Together Again (1977年、Atlantic)
- At Montreaux (1978年、Vanguard)
- The Coryells (2000年、Chesky)
- 『1975年1月～ライヴ・ラヴ・シリーズ Vol.1』 - Larry Coryell & The Eleventh House January 1975 (2014年、Promising Music) ※ザ・イレヴンス・ハウス名義
- 『セブン・シークレッツ』 - Seven Secrets (2016年、Savoy) ※ザ・イレヴンス・ハウス名義

ハービー・ハンコック
- 『ダイレクトステップ』 - Directstep (1979年、CBS/Sony)
- 『MR.ハンズ』 - Mr. Hands (1980年、Columbia)
- 『モンスター』 - Monster (1980年、Columbia)
- 『マジック・ウィンドウズ』 - Magic Windows (1981年、Columbia)

マッコイ・タイナー
- 『サハラ』 - Sahara (1972年、Milestone)
- 『ソング・フォー・マイ・レディ』 - Song For My Lady (1973年、Milestone)
- 『ソング・オブ・ザ・ニュー・ワールド』 - Song Of The New World (1973年、Milestone)
- 『エンライトメント』 - Enlightenment (1973年、Milestone)

ヤスパー・ファントフ
- However (1978年、MPS)
- Live in Montreux (1980年、Pausa)
- Nevertheless (1992年、In+Out)

その他
- アル・ディ・メオラ : 『白夜の大地』 - Land of the Midnight Sun (1976年、Columbia)
- アルフォンソ・ジョンソン : 『ムーンシャドウズ』 - Moonshadows (1976年、Epic)
- アリルド・アンデルセン : A Molde Concert (1982年、ECM)
- エイゾー・ローレンス : Prayer for My Ancestors (2008年、Furthermore)
- ベティ・デイヴィス : 『クラッシン・フロム・パッション』 - Crashin' from Passion (1995年、P-Vine)
- ビル・サマーズ : 『フィール・ザ・ヒート』 - Feel the Heat (1977年、Prestige)
- ボビー・ハンフリー : 『ディグ・ジス』 - Dig This! (1972年、Blue Note)
- カール・アンダーソン : 『ファンタジー・ホテル』 - Fantasy Hotel (1992年、GRP)
- カルロス・ガーネット : 『ニュー・ラヴ』 - The New Love (1978年、Muse)
- チャールズ・サリヴァン : 『ジェネシス』 - Genesis (1974年、Strata-East)
- ドナルド・バード : 『カリカチュアズ』 - Caricatures (1976年、Blue Note)
- ダグ・カーン : 『スピリット・オブ・ザ・ニュー・ランド』 - Spirit of the New Land (1972年、Black Jazz)
- ユージン・マクダニエルズ : 『ヘッドレス・ヒーローズ』 - Headless Heroes of the Apocalypse (1971年、Atlantic)
- ファニア・オールスターズ : Live (1978年、Fania)
- フリーダ・ペイン : 『スーパーナチュラル・ハイ』 - Supernatural High (1978年、Capitol)
- ギル・エヴァンス : 『ギル・エヴァンス』 - Gil Evans (1970年、Ampex)
- ジェレミー・スタイグ : Temple of Birth (1975年、Columbia)
- ヨアヒム・キューン : 『ヒップ・エレジイ』 - Hip Elegy (1976年、MPS/BASF)
- ジョー・キューバ : Cocinando La Salsa (2008年、Fania)
- ジョン・クレマー : Magic and Movement (1974年、Impulse!)
- 笠井紀美子 : 『バタフライ』 - Butterfly (1979年、CBS/Sony)
- レス・マッキャン : Invitation to Openness (1972年、Atlantic)
- マイルス・デイヴィス : 『ディンゴ』 - Dingo (1991年、Warner Bros.)
- ナラダ・マイケル・ウォルデン : 『この愛がとどくように』 - Sending Love to Everyone  (1995年、Walden)
- ノーマン・コナーズ : 『ダンス・オブ・マジック』 - Dance of Magic (1972年、Cobblestone)
- パスポート : Talk Back (1988年、WEA)
- パトリック・モラーツ : 『ストーリー・オブ・アイ』 - The Story of I (1976年、Atlantic)
- ポール・ジャクソン : 『ブラック・オクトパス』 - Black Octopus (1978年、Eastworld)
- ポール・ジャクソン・ジュニア : 『ネヴァー・アローン』 - Never Alone (1996年、Blue Note)
- ロバータ・フラック : 『愛のためいき』 - Feel Like Makin' Love  (1974年、Atlantic)
- ロビン・ケニヤッタ : Stompin' at the Savoy (1974年、Atlantic)
- ロビン・ケニヤッタ : Beggars and Stealers (1977年、Muse)
- ロドニー・フランクリン : 『ラーニング・トゥ・ラヴ』 - Learning to Love (1982年、Columbia)
- ロルフ・キューン : Cucu Ear (1980年、MPS)
- ロイ・エアーズ : 『ユビキティ』 - Ubiquity (1970年、Polydor)
- 中村照夫 : 『ユニコーン』 - Unicorn (1973年、Three Blind Mice)
- ティム・ハーディン : 『電線の鳥』 - Bird on a Wire (1971年、Columbia)
- トニー・ニュートン : Mysticism & Romance (1978年、NCI)
- トルステン・デ・ウィンケル : Mastertouch (1985年、EMI)
- ウェイン・ショーター : 『オデッセイ・オブ・イスカ』 - Odyssey of Iska (1971年、Blue Note)
- ウェザー・リポート : 『ウェザー・リポート』 - Weather Report (1971年、Columbia)